# Minicia grancanariensis
Minicia grancanariensis är en spindelart som beskrevs av Jörg Wunderlich 1987. Minicia grancanariensis ingår i släktet Minicia och familjen täckvävarspindlar.
Artens utbredningsområde är Kanarieöarna. Inga underarter finns listade i Catalogue of Life.